# Blake Sloan
Blake Sloan (né le 27 juillet 1975 à Park Ridge dans l'État d'Illinois aux États-Unis) est un joueur professionnel américain de hockey sur glace. Il évoluait au poste d'ailier droit et de défenseur.

## Biographie
Il a joué au niveau universitaire avec les Wolverines de l'Université du Michigan de 1993 à 1997 avant de commencer sa carrière professionnelle en 1997-1998 avec les Aeros de Houston de la Ligue internationale de hockey.
Il signe un contrat de la Ligue nationale de hockey avec les Stars de Dallas en mars 1999 et fait ses débuts dans la LNH ce mois-ci. Il aide les Stars à gagner la Coupe Stanley après avoir vaincu les Sabres de Buffalo en finale des séries éliminatoires. Il joue deux autres saisons avec Dallas avant de passer aux mains des Blue Jackets de Columbus durant la saison 2000-2001. Il joue également avec les Flames de Calgary avant de passer la saison 2004-2005 entière dans la Ligue américaine de hockey. 
En octobre 2005, il s'engage avec le Timrå IK dans l'Elitserien, ligue élite suédoise, puis l'année suivante, il part jouer en Allemagne. Durant son parcours en Allemagne, le joueur qui évoluait comme ailier droit est converti au poste de défenseur. Il a évolué durant sept ans en Allemagne avec trois clubs différents, les Adler Mannheim, le Wolfsburg Grizzly Adams puis l'EHC Munich, avant de se retirer après la saison 2012-2013.
Il a représenté les États-Unis En équipe nationalee. Il a remporté une médaille de bronze au championnat du monde en 2004.

## Statistiques

### En club
| Saison     | Équipe                      | Ligue      |     | Saison régulière | Saison régulière | Saison régulière | Saison régulière | Saison régulière |   | Séries éliminatoires | Séries éliminatoires | Séries éliminatoires | Séries éliminatoires | Séries éliminatoires |
| Saison     | Équipe                      | Ligue      | PJ  | B                | A                | Pts              | Pun              | PJ               | B | A                    | Pts                  | Pun                  |                      |                      |
| 1993-1994  | Université du Michigan      | CCHA       | 38  | 2                | 4                | 6                | 48               | -                | - | -                    | -                    | -                    |                      |                      |
| 1994-1995  | Université du Michigan      | CCHA       | 39  | 2                | 15               | 17               | 60               | -                | - | -                    | -                    | -                    |                      |                      |
| 1995-1996  | Université du Michigan      | CCHA       | 41  | 6                | 24               | 30               | 55               | -                | - | -                    | -                    | -                    |                      |                      |
| 1996-1997  | Université du Michigan      | CCHA       | 41  | 2                | 15               | 17               | 52               | -                | - | -                    | -                    | -                    |                      |                      |
| 1997-1998  | Aeros de Houston            | LIH        | 70  | 2                | 13               | 15               | 86               | 2                | 0 | 0                    | 0                    | 0                    |                      |                      |
| 1998-1999  | Aeros de Houston            | LIH        | 62  | 8                | 10               | 18               | 76               | -                | - | -                    | -                    | -                    |                      |                      |
| 1998-1999  | Stars de Dallas             | LNH        | 14  | 0                | 0                | 0                | 10               | 19               | 0 | 2                    | 2                    | 8                    |                      |                      |
| 1999-2000  | Stars de Dallas             | LNH        | 67  | 4                | 13               | 17               | 50               | 16               | 0 | 0                    | 0                    | 12                   |                      |                      |
| 2000-2001  | Aeros de Houston            | LIH        | 20  | 7                | 4                | 11               | 18               | -                | - | -                    | -                    | -                    |                      |                      |
| 2000-2001  | Stars de Dallas             | LNH        | 33  | 2                | 2                | 4                | 4                | -                | - | -                    | -                    | -                    |                      |                      |
| 2000-2001  | Blue Jackets de Columbus    | LNH        | 14  | 1                | 0                | 1                | 13               | -                | - | -                    | -                    | -                    |                      |                      |
| 2001-2002  | Blue Jackets de Columbus    | LNH        | 60  | 2                | 7                | 9                | 46               | -                | - | -                    | -                    | -                    |                      |                      |
| 2001-2002  | Flames de Calgary           | LNH        | 7   | 0                | 2                | 2                | 4                | -                | - | -                    | -                    | -                    |                      |                      |
| 2002-2003  | Flames de Calgary           | LNH        | 67  | 2                | 8                | 10               | 28               | -                | - | -                    | -                    | -                    |                      |                      |
| 2003-2004  | Griffins de Grand Rapids    | LAH        | 7   | 4                | 2                | 6                | 4                | -                | - | -                    | -                    | -                    |                      |                      |
| 2003-2004  | Stars de Dallas             | LNH        | 28  | 0                | 0                | 0                | 7                | -                | - | -                    | -                    | -                    |                      |                      |
| 2004-2005  | Griffins de Grand Rapids    | LAH        | 78  | 15               | 11               | 26               | 68               | -                | - | -                    | -                    | -                    |                      |                      |
| 2005-2006  | Timrå IK                    | Elitserien | 38  | 2                | 2                | 4                | 40               | -                | - | -                    | -                    | -                    |                      |                      |
| 2006-2007  | Adler Mannheim              | DEL        | 52  | 4                | 10               | 14               | 80               | 11               | 0 | 2                    | 2                    | 6                    |                      |                      |
| 2007-2008  | Adler Mannheim              | DEL        | 52  | 1                | 3                | 4                | 42               | 5                | 1 | 0                    | 1                    | 14                   |                      |                      |
| 2008-2009  | Adler Mannheim              | DEL        | 50  | 4                | 10               | 14               | 101              | 9                | 0 | 0                    | 0                    | 8                    |                      |                      |
| 2009-2010  | EHC Wolfsburg Grizzly Adams | DEL        | 55  | 3                | 23               | 26               | 56               | 7                | 0 | 0                    | 0                    | 10                   |                      |                      |
| 2010-2011  | EHC Wolfsburg Grizzly Adams | DEL        | 43  | 2                | 10               | 12               | 77               | 9                | 1 | 0                    | 1                    | 31                   |                      |                      |
| 2011-2012  | EHC Wolfsburg Grizzly Adams | DEL        | 24  | 1                | 2                | 3                | 24               | 4                | 0 | 0                    | 0                    | 6                    |                      |                      |
| 2012-2013  | EHC Munich                  | DEL        | 51  | 3                | 9                | 12               | 54               | -                | - | -                    | -                    | -                    |                      |                      |
| Totaux LNH | Totaux LNH                  | Totaux LNH | 290 | 11               | 32               | 43               | 162              | 35               | 0 | 2                    | 2                    | 20                   |                      |                      |

### En équipe nationale
| Année | Compétition                 |   | PJ | B | A | Pts | Pun                |  | Résultat |
| 1994  | Championnat du monde junior | 7 | 0  | 0 | 0 | 2   | 6e place           |  |          |
| 2004  | Championnat du monde        | 9 | 2  | 0 | 2 | 4   | Médaille de bronze |  |          |

## Trophées et honneurs personnels
- 1993-1994 : nommé dans l'équipe des recrues de la CCHA.
- 1998-1999 : champion de la Coupe Stanley avec les Stars de Dallas.
- 2006-2007 : champion d'Allemagne avec les Adler Mannheim.

## Transactions en carrière
- 10 mars 1999 : signe comme agent libre avec les Stars de Dallas.
- 13 mars 2001 : réclamé au ballotage par les Blue Jackets de Columbus en provenance des Stars.
- 19 mars 2002 : échangé par les Blue Jackets aux Flames de Calgary contre Jamie Allison.
- 18 novembre 2003 : signe comme agent libre avec les Griffins de Grand Rapids.
- 1er décembre 2003 : signe comme agent libre avec les Red Wings de Détroit.
- 3 décembre 2003 : réclamé au ballotage par les Stars de Dallas en provenance des Red Wings.
- 9 septembre 2004 : signe comme agent libre avec les Griffins de Grand Rapids.
- 18 octobre 2005 : signe comme agent libre avec le Timrå IK.
- 28 août 2006 : signe comme agent libre avec les Adler Mannheim.
- 23 juillet 2009 : signe comme agent libre avec le Wolfsburg Grizzly Adams.